# 田中伸幸 (植物学者)
田中伸幸（たなか のぶゆき、1971年 - ）は日本の植物学者である。種子植物の系統分類・地理学的研究。専門は、東南アジア大陸部、特にミャンマーのフロラ研究、およびカンナ科やショウガ科などの大型単子葉類の種族史的研究。
東京都に生まれた。1997年、日本大学農獣医学部応用生物科学科卒業、同大学の修士課程を修了後、東京都立大学 (1949-2011)大学院理学系研究科で博士課程修了。2001年から高知県立牧野植物園研究・教育普及部研究員、標本室長、高知大学理学部客員准教授などを経て、2015年より国立科学博物館・植物研究部研究員。2016年、同博物館研究主幹、2018年より国立科学博物館・植物研究部陸上植物研究グループ長。ほかに、日本大学生物資源科学部非常勤講師、茨城大学大学院農学研究科客員教授、東京農工大学客員教授、高知大学理学部客員准教授なども務める。
シュウカイドウ科のBegonia hayamiana、 Begonia kachinensis、Begonia togashiiや カンナ科の Canna discolor var. rubripunctata 、Canna stenantha 、Canna tulianensis、ラン科の Dendrobium koyamae、ラフレシア科Sapria myanmarensis, ショウガ科Zingiber flavofusiforme, Zingiber purpreoalbum, Curcuma kayahensisなどを記載した。